# Agmina mariae
Agmina mariae là một loài Trichoptera trong họ Ecnomidae. Chúng phân bố ở miền Australasia.